# Дрік крилатий
Дрік крилатий (дрочок крилатий як Chamaespartium sagittale, віничничок крилатий як Chamaespartium sagittale) (Genista sagittalis) — вид рослин з родини бобові (Fabaceae), поширений у Європі, крім сходу й півночі.

## Опис
Кущ 15–30 см. Стебла плоскі, крилаті, біля основи відстовбурчені-волосисті. Листки яйцевидно-ланцетні, запушені, до 22 мм завдовжки і 8 мм шириною. Квітки зібрані у верхівковій щільній китиці з 4–20 квіток. Боби плоскі, притиснуто запушені, до 20 мм завдовжки і 5 мм завширшки.

## Поширення
Поширений у Європі, крім сходу й півночі.
В Україні вид зростає в дубових лісах і на гірських луках — у Карпатах (Івано-Франківська обл., Косівський р-н, с. Добротав; Закарпатська обл., Великоберезнянський р-н), дуже рідко; охороняється.

## Використання
Дуже витривала рослина для альпінарію.

## Загрози та охорона
У межах видового ареалу є багато охоронних територій. 